# Andreea Neacșu
Andreea-Firuța Neacșu (n. 18 noiembrie 1986) este un politician român, de profesie economist, aleasă în 2024 deputat din partea partidului Alianța pentru Unirea Românilor. Din iunie 2025, este deputat independent.  

## Tinerețe și educație
Andreea-Firuța Neacșu s-a născut pe 18 noiembrie 1986, la Piatra-Neamț, municipiu din județul Neamț, în Republica Socialistă România. Neacșu este de meserie economist, licențiată a Academiei de Studii Economice București.

## Carieră politică

### AUR și deputat (2020–2025)
Neacșu s-a alăturat AUR în 2020. La alegerile locale din 9 iunie 2024, Neacșu a câștigat un loc de consilier județean în județul Neamț. Înainte de a fi aleasă în Camera Deputaților, Neacșu a fost consultant al partidului AUR, sprijinindu-i pe parlamentarii nemțeni în activitatea desfășurată.

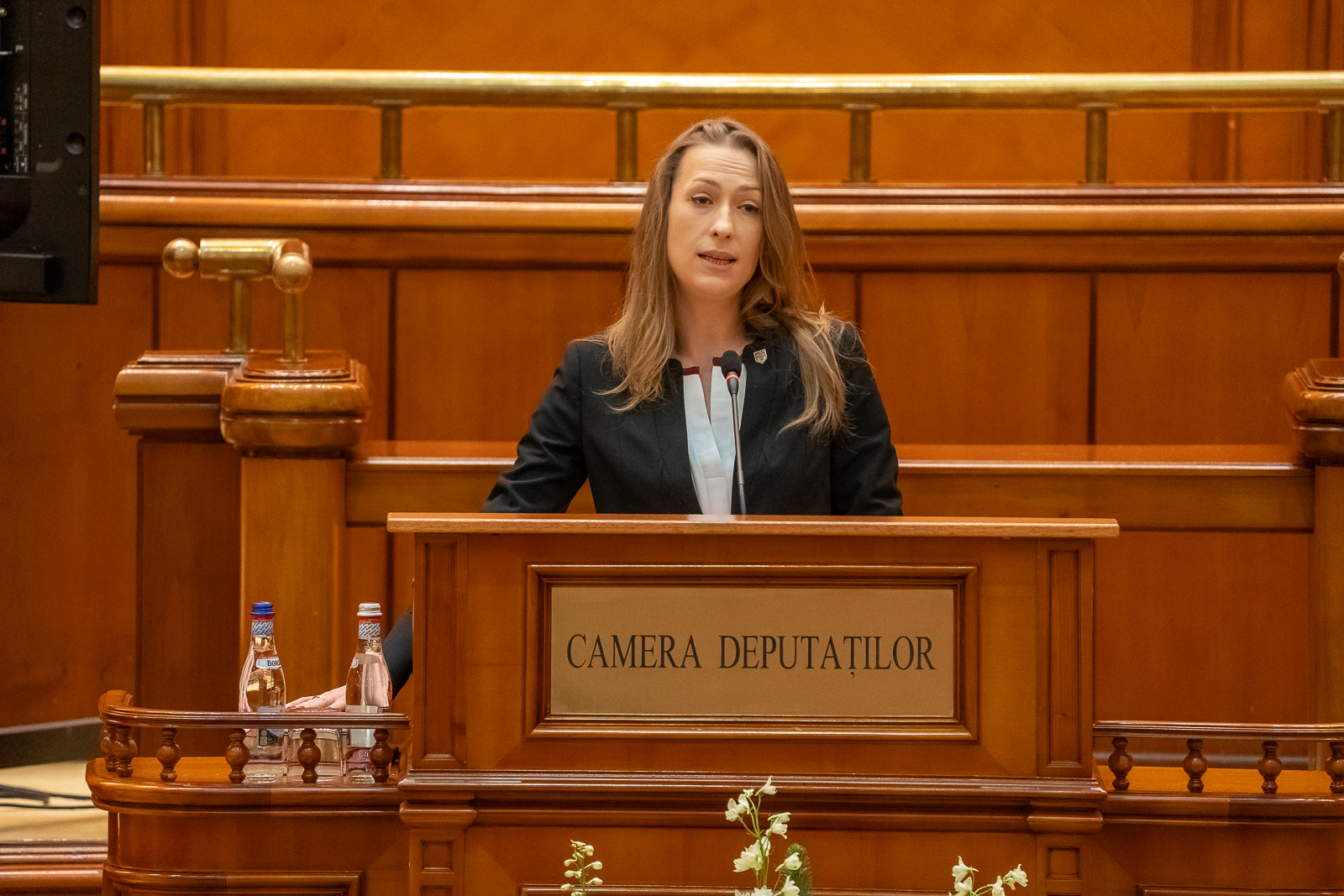
Neacșu depunând jurământul, 21 decembrie 2024

În urma alegerilor parlamentare din 2024 pe 1 decembrie, Neacșu a fost aleasă membru al Camerei Deputaților de județul Neamț din AUR, preluând mandatul pe 21 decembrie.
În prezent, în calitate de deputat, este membră a Comisiei pentru drepturile omului, a Comisiei pentru afaceri europene și, începând cu martie 2025, a Comisiei pentru politică externă. De asemenea, este membră la activitatea Comisiei speciale comune pentru sprijinirea procesului de aderare a României la OCDE. Începând cu iunie 2025, Neacșu a depus patru declarații politice scrise, a inițiat 14 propuneri legislative, două proiecte de hotărâre și a adresat șapte întrebări și interpelări.

### Deputat independent (2025–prezent)
Pe 23 iunie 2025, Neacșu și-a anunțat decizia de a părăsi AUR și de a deveni deputat independent. Într-o informare luni Biroul Permanent al Camerei Deputaților, ea a scris „Această decizie este una personală, rezultatul unei analize atente, fără a implica dezacorduri politice sau divergențe față de colegii alături de care am lucrat până acum”. Neacșu a fost al patrulea parlamentar ales în 2024 care s-a despărțit de AUR, după Gigi Becali, Claudiu Târziu și Robert Alecu.